# Kościół Bożego Ciała w Międzylesiu
Kościół Bożego Ciała – rzymskokatolicki kościół parafialny należący do dekanatu Międzylesie diecezji świdnickiej.

## Historia
Pierwotna świątynia wzmiankowana w 1384 roku, wzniesiona z drewna, została spalona w 1428 roku przez husytów. W tym samym roku została zastąpiona nową, również zbudowaną z drewna. Zburzona została w 1595 roku przez luteran, a na jej miejscu została zbudowana na nowo w latach 1600–1613 murowana budowla. W 1643 roku została splądrowana przez wojska szwedzkie, odnowiona i upiększona została w latach 1712–1713 z fundacji Althanow, uszkodzona w czasie pożaru Międzylesia w 1776 roku. 

## Architektura

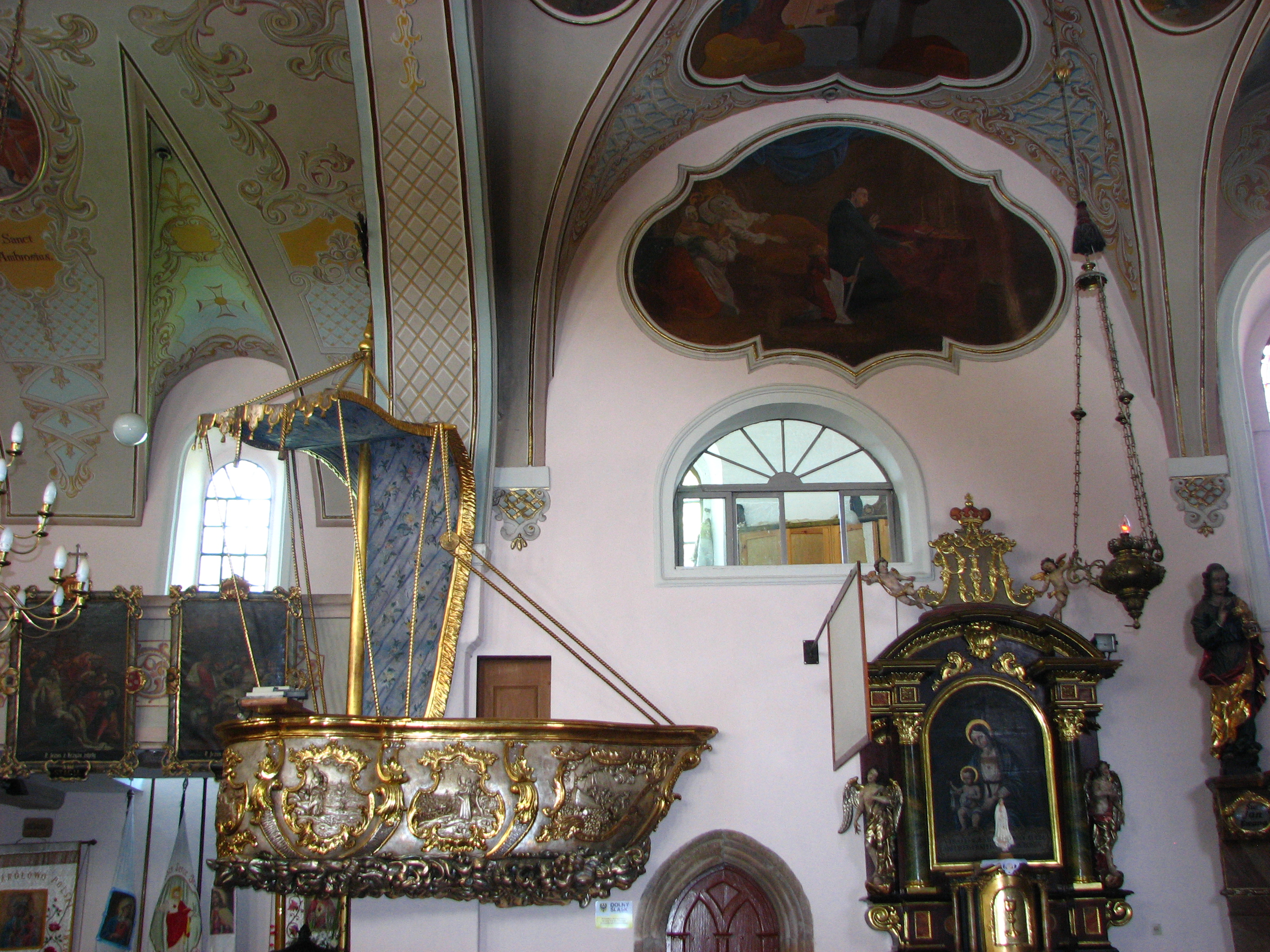
Wnętrze świątyni

Jest to kościół salowy, z wielobocznie zamkniętym prezbiterium, nakryty sklepieniem pozornym. W 1818 roku na miejscu polichromowanego stropu zostało założone obecne sklepienie. Polichromie zostały wykonane przez malarza z Lądka-Zdroju Retmana. We wnętrzu znajdują się: dwukondygnacyjna empora organowa. Prospekt organowy zbudowany w 1745 roku przez K. Krausego z Międzylesia o 27 głosach. Ambona została wykonana w 1760 roku i posiada kształt łodzi z reliefami: św. Krzysztofa, św. Augustyna nad brzegiem morza, kazanie św. Antoniego do ryb, wrzucenie Jonasza do morza. W prezbiterium są umieszczone rzeźby z 1713 roku: św. Jana Nepomucena, św. Eligiusza, św. Jana Ewangelisty, św. Jana Chrzciciela.
Od zachodu znajduje się wieża z 1699 roku, zaprojektowana przez J. Carowe. Świątynia połączona jest z zamkiem murowanym, krytym przejściem z 1778 roku.